# Казаковцев, Олег Александрович
Олег Александрович Казаковцев (род. 27 ноября 1967, Киров) — российский политический деятель. Член Совета Федерации Федерального собрания РФ от Кировской области.

## Биография
Родился 27 ноября 1967 года в городе Кирове. В 1985 году поступил в Казанский финансово-экономический институт, но со второго курса был призван в армию. Окончил институт в 1991 году, по специальности «финансы и кредит».
В 1991—2005 гг. — заместитель председателя правления Кировского кооперативного банка, переименованного в коммерческий банк «Хлынов», преобразованного в акционерно-коммерческий банк «Хлынов»; переименованного в ОАО «Коммерческий банк Хлынов».
В 2006—2009 гг. — президент, председатель правления «Вятка-Банк».
В 2009—2011 гг. — советник губернатора Кировской области, заместитель председателя правительства Кировской области.
С 2011 — депутат Законодательного Собрания Кировской области пятого созыва на непостоянной основе.

### Совет Федерации
Член Совета Федерации Федерального Собрания Российской Федерации от Кировской области с апреля 2011 по сентябрь 2016. Представлял в СФ Законодательное собрание Кировской области.
Член Совета Федерации Федерального Собрания Российской Федерации от Кировской области с октября 2016 по сентябрь 2017. Представлял в СФ исполнительный орган государственной власти Кировской области.

## Награды
- медаль ордена «За заслуги перед Отечеством» II степени (2017)[3][5]
- медаль «За заслуги в проведении Всероссийской переписи населения»[3]
- Почётная грамота СФ ФС РФ[3]